# 高州 (内蒙古)
高州，辽朝时设置的州。
遼聖宗开泰中置高州，治所在三韩县（今内蒙古自治区赤峰市东北）。辖境约今赤峰市东部。金熙宗皇统三年（1143年）省高州，金章宗承安三年（1198年）复置高州，泰和四年（1204年）又废高州。元朝成吉思汗九年（1214年）改置兴胜府，十一年（1216年）仍改为高州。明朝初年，废高州。 